# Djamel Mesbah
Djamel Eddine Mesbah (Zighoud Youcef, 9 oktober 1984) is een Algerijns voormalig voetballer die doorgaans speelde als linksback. Tussen 2003 en 2020 was hij actief voor Servette, FC Basel, FC Lorient, FC Aarau, FC Luzern, Avellino, Lecce, AC Milan, Parma, Livorno, Sampdoria, Crotone, Lausanne-Sport en Étoile Carouge. Mesbah maakte in 2010 zijn debuut in het Algerijns voetbalelftal en kwam uiteindelijk tot vijfendertig interlandoptredens.

## Clubcarrière
Mesbah komt uit de jeugdopleiding van het Zwitserse Servette, waaruit hij in het seizoen 2003/04 doorstroomde. Na één seizoen kocht FC Basel hem en verhuurde dit hem aan FC Lorient. Via FC Aarau kwam de verdediger in 2008 bij FC Luzern terecht. Bij Luzern speelde de Algerijn zes wedstrijden, waarna hij werd verhuurd aan Avellino. Bij Avellino kreeg Mesbah een basisplaats. Hij verdiende hier een transfer naar Lecce. Hij speelde vervolgens 82 wedstrijden voor Lecce, waarin hij zesmaal scoorde. Op 18 januari 2012 maakte AC Milan bekend hem overgenomen te hebben. Na negen duels voor Milan verkaste Mesbah naar Parma. Na daar ook tien duels gespeeld te hebben, werd hij verhuurd aan Livorno. In september 2014 werd de vleugelverdediger overgenomen door Sampdoria. Na twee jaar verliet hij Sampdoria, toen hij verkaste naar Crotone. Bij die club ondertekende hij een verbintenis voor de duur van één seizoen. In 2017 verkaste hij naar Lausanne-Sport, waar hij drie maanden later weer vertrok. In januari 2019 tekende hij bij Étoile Carouge. In de zomer van 2019 besloot Mesbah op vierendertigjarige leeftijd een punt te zetten achter zijn actieve loopbaan.

## Interlandcarrière
Mesbah maakte zijn debuut voor het Algerijns voetbalelftal op 27 mei 2010. Op die dag werd een vriendschappelijke wedstrijd tegen Ierland met 3–0 verloren. De verdediger begon in de basis en hij speelde het gehele duel mee. Hij werd tevens opgenomen in de selectie van Algerije op het WK 2010, waar de Noord-Afrikanen in de groepsfase uitgeschakeld werden.

## Erelijst
| Competitie   |          |          |          |          |
| Competitie   | Aantal   | Jaren    |          |          |
| FC Basel     | FC Basel | FC Basel | FC Basel | FC Basel |
| ------------ | -------- | -------- | -------- | -------- |
| Super League | 1        | 2004/05  |          |          |
| Lecce        |          |          |          |          |
| Serie B      | 1        | 2009/10  |          |          |